# Дредноут (класс кораблей)

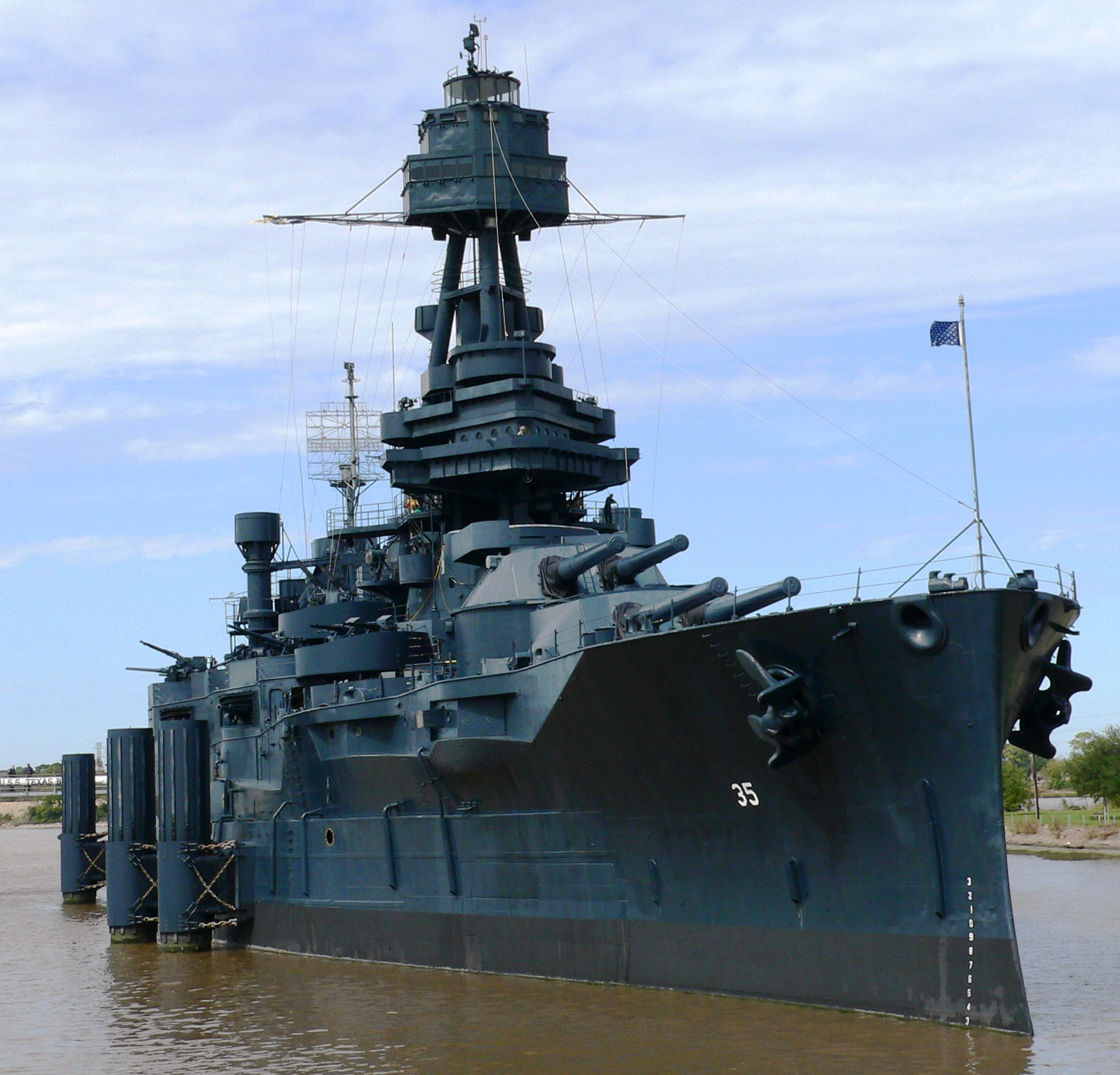
Старейший сохранившийся дредноут, BB-35 «Техас», спущенный на воду в 1912 году

Дредноут (англ. dreadnought — «бесстрашный», по имени первого корабля этого класса) — появившееся в начале XX века поколение артиллерийских военных кораблей, характерной особенностью которых было однородное артиллерийское вооружение, однако наиболее часто это понятие ассоциируется с линейным кораблём и является синонимом линейного корабля (линкора) первой четверти XX века. 
Первый в мире такой корабль под названием «Дредноут» был построен в Великобритании в 1906 году.
Последний в мире дредноут — «Вэнгард» — был построен в Великобритании в 1946 году, и служил до конца 1960-х годов.

## История
Принцип «только большие пушки» (англ. all-big-gun) был не нов. Вступивший в строй в 1864 году английский башенный броненосец «Ройял Соверен» по расположению и составу артиллерии предвосхитил архитектуру будущих дредноутов — его пять мощнейших по меркам своего времени 266-мм пушек располагались в четырёх башнях (две из них в носовой), установленных в диаметральной плоскости корабля. Однако в дальнейшем эволюция броненосцев пошла другим путём — сначала в сторону сведения всей артиллерии к нескольким «орудиям-монстрам» калибра до 18″ / 460 мм, короткоствольным, рассчитанным на пробивание сплошным бронебойным снарядом брони наибольшей толщины в ближнем бою, а затем — после появления скорострельных орудий среднего (4,7″ / 120-мм — 7,5″ / 190-мм) калибра, стреляющих разрывными снарядами — специализации артиллерии по выполняемым ей задачам.
В результате непосредственным предшественником дредноута оказался эскадренный броненосец со смешанным вооружением: в классическом варианте такой корабль нёс четыре 12″ / 305-мм орудия в двух вращающихся башнях и батарею из 12-16 «скорострельных» патронных (использующих унитарный выстрел) или имевших раздельно-гильзовое заряжание, вместо принятого на больших орудиях картузного, орудий калибра 6″ / 152 мм побортно в казематах и спонсонах (английская школа) или дополнительных башнях (французская школа). 6″ орудия обладали высокой скорострельностью и точностью стрельбы и могли беглым огнём разрушить небронированные или легко бронированные части вражеского корабля, оказавшись весьма опасным оружием против существовавших тогда броненосцев, у которых защищённая неимоверно толстой (400 мм и более) бронёй середина корпуса, цитадель, часто соседствовала с совершенно не бронированными оконечностями. 12″ орудия же были способны с больших дистанций пробивать основной броневой пояс вражеских линкоров. Поэтому наличие на боевом корабле орудий двух разных калибров представлялось разумным компромиссом между скорострельностью и бронепробиваемостью. В бою каждое орудие находилось в полной власти своего комендора, никакого понятия о централизованном управлении огнём не существовало, методики измерения расстояния были крайне приблизительны, а прицелы — грубы. В таких условиях эффективность крупнокалиберных орудий была сравнительно невысока ввиду низких точности и скорострельности, и какое-то время после своего появления артиллерия среднего калибра считалась едва ли не основной силой корабля в реальном бою.
Впоследствии к этому арсеналу были добавлены «противоминные» пушки калибром обычно от 37 до 76, а затем — и до 120 мм, служившие для защиты от носителей шестовых, метательных и самодвижущихся мин (торпед) — минных катеров, миноносок, миноносцев и эсминцев («минных крейсеров»).
В последней четверти XIX века совершенствование механизмов подачи снарядов и электропривод привели к повышению скорострельности и орудий калибра 8″ / 203 мм — 10″ / 254 мм, благодаря чему калибр средней батареи стал постепенно увеличиваться, вплотную приблизившись к главному калибру, при частичном сохранении положительных качеств среднего калибра. Логическим завершением этого процесса должно было стать появление корабля, при водоизмещении и бронировании типичного броненосца вооружённого однородной артиллерией среднего (8-9″) или «промежуточного» (10″) калибра. Предполагалось, что уже на дальней дистанции шквал фугасных снарядов скорострельных 8-дюймовок ослабит противника настолько, что на долю крупнокалиберных орудий выпадет лишь только его «добивание» пробитием главного броневого пояса или принуждение к сдаче в самом конце боя. В то же самое время и с тем же расчётом в России проектировались корабли с числом среднекалиберных орудий более двух десятков, при всего двух 12-дюймовках. Даже сам адмирал Фишер, будущий «отец» «Дредноута», в предшествовавшем ему нереализованном проекте «Антэйкэбл» склонялся к вооружению исключительно из 16 «промежуточных» 10″ орудий.
Орудия крупного калибра и их артиллерийские установки в указанный период также были в значительной степени усовершенствованы. Так, новейшие башенные установки позволяли заряжать орудия в любом положении, а не только после разворота в диаметральную плоскость, а иногда — и при любом угле вертикальной наводки, что, при той же скорости заряжания самого орудия, позволило резко повысить общую скорострельность — с одного выстрела в 4-5 минут у установок 1880-х годов до примерно 1 выстрела в минуту в начале XX века. Кроме того, наметились качественные сдвиги в обеспечении самой стрельбы из крупнокалиберных орудий: введение оптических прицельных трубок (использованных американцами ещё в войне 1898 года с Испанией), базисных дальномеров и методики корректировки огня по всплескам снарядов позволили добиваться уверенных попаданий на дистанциях, ранее считавшихся запредельными, а новые снаряды, начинённые мощными взрывчатыми веществами, позволили наносить противнику чувствительный урон даже на таких дистанциях, на которых бронебойные снаряды бессильно отскакивали от защищённого толстой бронёй борта. Средиземноморский флот Великобритании под руководством адмирала Фишера уже в 1899 году начал отрабатывать стрельбу на считавшиеся в то время предельными дистанции в 25—30 кабельтовых (4,5—5,5 км) как вполне рутинную боевую задачу. По итогам стрельб был сделан вывод, что даже без какого либо изменения конструкции самих орудий, исключительно за счёт улучшения подготовки личного состава и внедрения новых способов стрельбы, эффективно вести огонь на такое расстояние было вполне возможно уже в то время. В ближайшем же будущем ожидалось увеличение дистанции огневого контакта до 7-8 км и более.
В свою очередь, новая методика корректировки огня в сочетании с достижениями в области внутрикорабельной связи позволила управлять стрельбой корабля централизованно, с поста главного артиллериста, концентрируя огонь всех орудий на одной цели, которая накрывалась теперь не отдельными снарядами, а сразу всем бортовым залпом, что не только существенно повышало вероятность её поражения, но и делало получаемые ей повреждения намного более тяжёлыми. Между тем, для ведения эффективного залпового огня с корректировкой по всплескам снарядов вся артиллерия корабля должна быть однородной, так как у разнокалиберной артиллерии всплески разных калибров, ведущих огонь по одной цели, смешивались друг с другом, так, что нельзя было выделить среди них необходимые для корректировки огня «свои». Среднекалиберные орудия превращались для линкора, рассчитанного на бой на дальних дистанциях, в дорогостоящий балласт, так как дальность стрельбы из них была ниже, чем у орудий крупного калибра, а эффективно управлять огнём корабля, сочетающего орудия большого, среднего и «промежуточного» калибров, как некоторые из последних эскадренных броненосцев, оказалось вообще практически невозможно, так как всплески от «промежуточных» снарядов для корректировщика ничем не отличались от всплесков 12-дюймовых.
Эксперименты, проведённые на кораблях «Викториэс» и «Венерэбл», также показали необходимость для стрельбы на большие дистанции однородной артиллерии с централизованным управлением залповым огнём:
Были сделаны сотни залпов и израсходовано много угля и энергии, чтобы доказать совершенно очевидный факт — нельзя вести эффективный огонь на дальние расстояния из мощных батарей современного военного корабля по старой схеме, как кому вздумается. Только научно обоснованное централизованное управление стрельбой может отвечать современным требованиям.
Идея создания принципиально нового быстроходного и превосходного по своей огневой мощи броненосного корабля принадлежит итальянскому инженеру кораблестроителю Витторио Куниберти, который в 1902 году представил своему правительству проект корабля водоизмещением 17 000 тонн, с мощным бортовым броневым поясом толщиной 12″ (305 мм), вооружённого десятью 12-дюймовыми же (305-мм) орудиями. Однако, в Италии тогда не были выделены необходимые средства на постройку такого беспрецедентно крупного корабля.
Тогда Куниберти поделился своей идеей с издателем ежегодного справочника «Боевые корабли», англичанином Фредом Т. Джейном, который в 1903 году опубликовал в своём издании статью Куниберти «Идеальный линкор для британского флота», где тот описал проект «идеального броненосца» с 12-дюймовым главным поясом, уже не десятью, а двенадцатью 12-дюймовыми орудиями и 24-узловым ходом:
Если удар снаряда о броню наклонный и расстояние большое, нам следует принять калибр 12″, если мы хотим быть абсолютно уверенными в потоплении противника, сделав попадание лишь по его ватерлинии. Но заряжаются такие орудия ещё очень медленно, хотя в последнее время они усовершенствовались. Кроме того, вероятность попадания в броневой пояс мала. Исходя из этого, в нашем идеальном, чрезвычайно мощном корабле мы должны увеличить число 12″ орудий настолько, чтобы быть способными достичь хотя бы одного фатального для врага попадания в броневой пояс по ватерлинии. Причем, прежде чем он будет иметь шанс сделать похожий удачный выстрел в нас из четырёх больших орудий, которые являются сейчас обычным главным вооружением… Без излишней траты снарядов, будучи уверенным в своей превосходной защите, со своими двенадцатью пушками, такой линкор мог бы без промедления накрыть своего противника сокрушительным перекрёстным огнём.
Направление мыслей итальянца отличалось от того, которым пользовались англичане в качестве основания типа будущего «Дредноута», хотя результат был весьма похож, за исключением сохранения в проекте Куниберти сравнительно небольшой батареи среднего калибра.
Боевой опыт Русско-японской войны же, в которой японцы широко применяли концентрацию на одной цели огня не только всех орудий одного корабля, но и всех кораблей одного отряда, дал окончательный и вполне однозначный ответ — дальнейшее повышение огневого могущества достигается концентрацией огня артиллерии главного калибра. Причём даже 12″ орудий оказалось недостаточно для гарантированного поражения современного тяжёлого броненосного корабля, имевшего куда более полное и гармоничное бронирование по сравнению с проектами последней четверти XIX века: в Цусимском бою ни один из новейших броненосцев типа «Бородино» не получил сквозных пробоин броневого пояса; гибель «Бородино», «Суворова» и «Александра III» была вызвана иными причинами (подводные взрывы торпед, пожары с последующим взрывом погребов, ошибки экипажа и тому подобное), причём все они продемонстрировали боевую живучесть, даже после полной потери боеспособности держась на воде в течение многих часов, в отличие от более старых «полуброненосцев» типа «Ослябя» — «Пересвет» и забронированных по «английской» системе броненосцев типа «Сисой Великий», имевших безбронные оконечности. Огонь 10″ орудий, не говоря уже о более лёгких, был признан совершенно недостаточным — вплоть до того, что мешавшее стрельбе главного калибра задымление от выстрелов среднего калибра считалось перекрывающим все его преимущества в отношении скорострельности и точности:
Хотя 10″ орудия «Пересвета» и «Победы» были 45-го калибра [ошибка переводчика; надо: имели длину ствола в 45 кал.] и могли так же стрелять на большие дистанции, как и 12″ 40-го калибра на русских броненосцах, огневой эффект от них был меньше, чем эффект от 12″ орудий. Выстрелы из 10″ орудий проходили незамеченными, несмотря на страх, который они внушали, а 8″ или 6″ орудия на их фоне вообще выглядели стреляющими горохом и просто не шли в расчет. Невысокое мнение, выраженное о 6″ и 8″ орудиях, предотвратило вооружение ими броненосных крейсеров. Только 12″ и 10″ пушки имели решающую боевую ценность, а о попаданиях из орудий меньшего калибра почти ничего не сообщалось. Увеличение боевых дистанций положило конец стрельбе из удушающих своим дымом второстепенных орудий. Они не стоили полномасштабной защиты, так как были не способны внести вклад в ударную мощь корабля, а для борьбы с миноносцами были слишком большими. Один из высших японских чиновников утверждал: «Если бы я был уполномочен заказывать новые корабли типа „Ниссин“, то приложил бы все усилия, чтобы они были вооружены только 12-дюймовыми орудиями 50-го калибра». Хорошее мнение о стрельбе русских сложилось благодаря тяжелым орудиям. К моменту, когда 6″ пушки открыли огонь, бой уже шел не в их пользу. Полагаем, что исход боя в этот день решили тяжёлые орудия, если не самые тяжёлые.

Схема расположения вооружения «Дредноута»

Первым, по сути экспериментальным, и даже отчасти паллиативным, воплощением в жизнь принципа all-big-gun стал появившийся в 1906 году английский линкор «Дредноут» (заложен в 1904 году, ещё до Цусимы), который кроме десяти 305-мм орудий (в не вполне удачно размещённых двухорудийных башнях от эскадренных броненосцев) нёс только 76-мм противоминные пушки. Имя этого корабля, по своей огневой мощи стоившего целой эскадры «додредноутов», стало нарицательным и дало название всему классу подобных кораблей. Столь же эпохальным, как и его вооружение, было также использование на столь крупном корабле паротурбинной силовой установки, что впервые в истории позволило «Дредноуту» идти полным ходом в течение многих часов подряд. О. Паркс указывает, что для кораблей с паровыми машинами пределом считались 8 часов постоянного полного хода, и при этом их машинное отделение «превращалось в болото» из-за распыляемой для охлаждения воды и было наполнено невыносимым шумом — у паротурбоходов же даже на полном ходу «все машинное отделение было настолько чистым и сухим, как будто корабль стоял на якоре, и не слышно было даже слабого жужжания».
Каждый «Дредноут» стоил примерно вдвое больше, чем эскадренный броненосец предшествовавшего ему типа, но при этом имел над ним принципиальное превосходство по тактическим качествам — скорости, защите, эффективности стрельбы и способности к концентрации огня артиллерии.
В России эти новые корабли назвали «линкорами», так как единственно эффективным строем эскадры при ведении залпового огня был строй линии. Старые эскадренные броненосцы также были включены в этот класс, однако после появления «Дредноута» в любом случае могли считаться не более чем второсортными кораблями. В большинстве других языков такой разницы не делали; например, в английском броненосцы додредноутного типа, и дредноуты именовались одинаково — battleship. Корабли со вспомогательной батареей «промежуточного» калибра, такие, как британский HMS Lord Nelson или французский «Дантон», иногда называли «полудредноутами» (Semi-Dreadnought).
Некоторое время ещё потребовалось на выработку оптимального расположения вооружения корабля нового типа — были опробованы и отброшены, в частности, ромбовидное («Дредноут», Великобритания, 1906); смешанное из двух концевых башен и двух траверзных, расположенных в середине корабля по диагонали — en echelon («Нептун», Великобритания, 1908); из двух концевых башен и четырёх, расположенных по углам цитадели («Гельголанд», Германия, 1908); в диаметральной плоскости корабля на одной линии, при котором продольный огонь могли вести только по одной башне на нос и корму («Севастополь», Россия, 1909) — но в конечном итоге остановились на линейно-возвышенном, которое гарантировало и ведение мощного продольного огня, и хорошую защиту расположенных посередине корпуса корабля, а не вблизи бортов, башен (заложенный ещё до получения сведений о «Дредноуте» и, соответственно, полностью независимый от него по концепции «Мичиган», США, 1906 — имевший такой же бортовой залп, как и у «Дредноута» при меньшем на два общем числе орудий).
Уже через пять лет и «Дредноут», и его многочисленные последователи оказались устаревшими — им на смену пришли «сверхдредноуты» с их 13,5″ (343-мм) артиллерией главного калибра, впоследствии увеличенной до 15″ (381 мм) и даже 16″ (406 мм). Первыми сверхдредноутами принято считать британские линкоры типа «Орион», также имевшие усиленное бронирование борта. За пять лет между «Дредноутом» и «Орионом» водоизмещение увеличилось на 25 %, а вес бортового залпа удвоился.
В полной мере учтя недостатки броненосных крейсеров «додредноутного» периода, которые были слишком слабы для того, чтобы на равных быть включёнными в линейную эскадру, но при этом слишком дороги для непосредственно крейсерства, Фишер параллельно с линейным кораблём нового поколения выработал и тип соответствующего ему «эскадренного», линейного крейсера: во времена проекта «Антэйкэбл» он назывался «Анэпроучибл», впоследствии же эти работы вылились в спорный тип «Инвинсибл», головной корабль которого нашёл свой конец в Ютландском сражении.

## Дредноутная лихорадка
Факт постройки в Англии первого в мире паротурбинного ЛК «Дредноут» поставил все морские державы перед необходимостью в срочном порядке приступить к проектированию и постройке аналогичных кораблей для своих военно-морских сил, поскольку все построенные ранее и находящиеся в постройке ЛК (эскадренные броненосцы) потеряли своё боевое значение. Началась очередная гонка в области морских вооружений, направленная на создание ЛК «дредноутного типа», которая в истории мирового военного кораблестроения получила имя нарицательное: «Дредноутная лихорадка». В этом соперничестве лидирующие места сразу же заняли Англия и Германия, рассматривая друг друга в качестве наиболее вероятных противников.
До 1900 года английский флот по количеству линейных кораблей вдвое превосходил германский (39 против 19). До 1900 года Англия придерживалась правила: «иметь численность флота, равную сумме флотов двух следующих за ней морских держав»...
После принятия в 1900 году Германией «Закона о флоте», её производственные мощности кораблестроения неуклонно повышались и стали приближаться к английским. Англия, крайне обеспокоенная устойчивым ростом германского флота, предприняла ряд попыток заключить с Германией соглашение по обеспечению количественного соотношения английских и германских линейных кораблей (3 против 2). Однако эти переговоры, длившиеся несколько лет, были безрезультатны. В 1906 году Англия объявила, что на закладку каждого нового германского ЛК она ответит закладкой двух ЛК дредноутного типа.
В сложившихся условиях к проектированию и постройке ЛК дредноутного типа были вынуждены приступить (напрягая последние силы) все европейские морские державы (в том числе и Россия) с целью сохранения своего влияния на морских театрах и упрочения своего положения на мировой арене. Однако, в условиях ограниченности своих кораблестроительных ресурсов, эти государства, в соответствии с их военно-морскими доктринами, запланировали к закладке минимально достаточное количество дредноутов, а в случае возникновения военной угрозы рассчитывали на заключение военного союза либо с Англией, либо с Германией. При этом военно-морские силы США находились в особых, наиболее выгодных условиях: отсутствие явно выраженной угрозы со стороны какой-либо из морских держав на фоне неуклонного роста кораблестроительных производственных мощностей. В этих условиях США получили уникальную возможность максимально использовать опыт проектирования зарубежных дредноутов и резерв времени на проектирование и постройку своих линкоров.

### Особенности развития дредноутов на этапе 1906—1913 гг.
При проектировании дредноутов изначально возникли трудности, связанные с размещением артиллерийских башен главного калибра. С одной стороны, стремились обеспечить установку максимального числа орудий, участвующих в бортовом залпе, с другой стороны — как можно дальше разнести башни и артиллерийские погреба для обеспечения боевой живучести корабля. В этой связи на первых дредноутах применяли различные варианты расположения башен главного калибра: линейно-эшелонированное, линейное, линейно-ступенчатое. От бортового расположения башен главного калибра, применённого на первом ЛК «Дредноут», отказались в связи с трудностью обеспечения защиты артиллерийских погребов от подводных взрывов.
В частности, на английских ЛК типа «Кинг Джордж V», «Айрон Дьюк», на германских типа «Кёниг», французских типа «Бретань», на итальянских типа «Андреа Дориа» и на всех американских дредноутах было применено линейно-ступенчатое расположение башен главного калибра, в целях усиления огня прямо по носу и корме. При этом вторые башни от носа и кормы были установлены на высокие барбеты. В последующем, в связи с увеличением калибра устанавливаемых орудий (до 381÷406 мм) — количество башен главного калибра сократилось до четырёх и на всех ЛК стали применять исключительно линейно-ступенчатое расположение башен. В связи с увеличением живучести миноносцев, обусловленным ростом их водоизмещения, а также в связи с увеличением дальности действия торпед, возникла необходимость усиления противоминной артиллерии. Вместо 76-мм противоминных орудий, установленных на «Дредноуте» открыто на верхней палубе и на крышах башен главного калибра, стали применять противоминную артиллерию увеличенного калибра (102, 120, 130 и даже 152 мм) с тенденцией размещения этих орудий в бронированных казематах. Вскоре, с учётом возрастающей вероятности атак авиации противника, на дредноуты начали устанавливать зенитные орудия калибром 76÷88 мм.
Изначально при проектировании дредноутов большое значение стали придавать обеспечению боевой устойчивости. Во всех флотах было выдвинуто требование, чтобы корабли, получившие боевые повреждения и утратившие запас плавучести, погружались на ровном киле, не переворачиваясь. В этой связи, а также с целью повышения устойчивости дредноутов при подводных взрывах, надводный борт по всей длине защищался броневым поясом, а корпус внутри рационально разделялся на отсеки водонепроницаемыми переборками.
На большинстве первых дредноутов были установлены котлы со смешанным и полностью нефтяным отоплением и паротурбинные двигатели, применение которых, по сравнению с паропоршневыми машинами, обеспечивало: повышение мощности на валу; повышение скорости полного хода; повышение экономичности на высоких скоростях хода; возможность обходиться меньшим числом паровых котлов; возможность более низкого размещения паротурбинных установок в корпусе корабля, что обеспечивало более надёжную защиту всей энергетической установки; более плавный режим работы при отсутствии вибраций; снижение опасности перебоев в работе энергетической установки при волнении, когда гребные винты выходят из воды. Паротурбинные двигатели в сочетании с котлами, способными работать на смешанном угольно-нефтяном и полностью нефтяном отоплении, обеспечили увеличение максимальной скорости хода дредноутов постройки 1914÷1918 гг. до 21÷22 узлов, а наиболее быстроходные дредноуты развивали полный ход до 23÷25 узлов. Однако, в отличие от англичан, на первых германских дредноутах были установлены паропоршневые двигатели, а паротурбинные двигатели были впервые установлены на ЛК типа «Кайзер», спущенных на воду в 1911—1912 гг. На первых американских дредноутах типа «Мичиган» и «Делавэр» и на последующих «Техас» и «Оклахома» также были установлены паропоршневые двигатели, а паротурбинные двигатели американцы впервые установили на дредноутах «Арканзас» и «Невада». И только начиная с дредноутов типа «Пенсильвания» (1915 г.) на американских дредноутах неизменно устанавливались паротурбинные двигатели.
Принимаемые повсеместно меры по усилению вооружения и броневой защиты проектируемых дредноутов повлекли за собой быстрый рост их водоизмещения, которое достигло величин 25000÷28000 т.
В итоге, к началу Первой мировой войны соотношение английских и германских дредноутов, включая линейные крейсера (крейсера дредноутного типа), составило 42 против 26. Флоты других морских держав, участвующие в этой войне, по количеству дредноутов во много раз уступали Англии и Германии.
Различия между английскими и германскими типами дредноутов были обусловлены особенностями военно-морских доктрин этих государств, определяющих цели боевого применения этих ЛК. В английском флоте всегда стремились навязать противнику место, время и дистанцию боя и в этой связи придавали большое значение дальности плавания, скорости и главному калибру артиллерии. Германское военно-морское командование предполагало, что более сильный английский флот будет атаковать непосредственно у берегов, и в этой связи первостепенное значение уделялось бронированию в ущерб дальности плавания и скорости. Дредноуты других морских держав в той или иной степени повторяли особенности английских и германских ЛК в зависимости от тактических задач их боевого использования.
Дредноуты Англии по сравнению с германскими имели орудия более крупного калибра (305÷343-мм против 280÷305-мм), но уступали последним в бронировании.
- Дредноуты, заложенные на верфях Англии:

| Дредноуты ВМС Англии. Динамика развития ТТЭ за период: 1907÷1917 гг. : | Дредноуты ВМС Англии. Динамика развития ТТЭ за период: 1907÷1917 гг. : | Дредноуты ВМС Англии. Динамика развития ТТЭ за период: 1907÷1917 гг. : | Дредноуты ВМС Англии. Динамика развития ТТЭ за период: 1907÷1917 гг. : | Дредноуты ВМС Англии. Динамика развития ТТЭ за период: 1907÷1917 гг. : | Дредноуты ВМС Англии. Динамика развития ТТЭ за период: 1907÷1917 гг. : | Дредноуты ВМС Англии. Динамика развития ТТЭ за период: 1907÷1917 гг. : | Дредноуты ВМС Англии. Динамика развития ТТЭ за период: 1907÷1917 гг. :            | Дредноуты ВМС Англии. Динамика развития ТТЭ за период: 1907÷1917 гг. : |
| Тип: (Год закладки)                                                    | Водоизмещение, (тонн.)                                                 | длина/ширина/осадка (м)                                                | Бронезащита (мм)                                                       | Тип ГЭУ: Мощность (л. с.)                                              | Скорость (уз.)                                                         | Дальность (миль)                                                       | Вооружение                                                                        | Примечания                                                             |
| ---------------------------------------------------------------------- | ---------------------------------------------------------------------- | ---------------------------------------------------------------------- | ---------------------------------------------------------------------- | ---------------------------------------------------------------------- | ---------------------------------------------------------------------- | ---------------------------------------------------------------------- | --------------------------------------------------------------------------------- | ---------------------------------------------------------------------- |
| «Дредноут» (1905 г.)                                                   | н.18120; п.20730                                                       | 160,74 × 25,01 × 9,5                                                   | пояс 179÷279                                                           | ПТД 23000                                                              | 21,6                                                                   | 6620(10 уз.)                                                           | 5×2-305-мм; 27×1-76-мм; 6×1-456-мм пТА                                            | первый ЛК дредноутного типа, построен 1 экз. (индивидуальный проект).  |
| «Беллерофон» (1906 г.)                                                 | н.18000; п.22100                                                       | 160,3 × 25,2 × 8,3                                                     | пояс 127÷254                                                           | ПТД 25000                                                              | 21                                                                     | 5720(10 уз.)                                                           | 5×2-305-мм; 16×1-102-мм; 4×1-47-мм; 3×1-456-мм пТА                                | всего построено 3 ед.                                                  |
| «Сент Винсент» (1907 г.)                                               | н.19560; п.23030                                                       | 163,4 × 25,6 × 8,5                                                     | пояс 180÷254                                                           | ПТД 24500                                                              | 21                                                                     | 6900 (10 уз.)                                                          | 5×2-305-мм; 20×1-102-мм; 4×1-47-мм; 3×1-457-мм пТА                                | всего построено 3 ед. (эволюционное развитие первого «Дредноута»)      |
| «Нептун» (1909 г.)                                                     | н.20224; п.22680                                                       | 166,4 × 25,9 × 8,23                                                    | пояс 254                                                               | ПТД 25000                                                              | 22,7                                                                   | 6330 (10 уз.)                                                          | 5×2-305-мм; 16×1-102-мм; 3×1-457-мм пТА                                           | построен 1 экз. (индивидуальный проект).                               |
| «Орион» (1909 г.)                                                      | н.22200; п.25870                                                       | 177,1 × 27,0 × 7,6                                                     | пояс 203÷305                                                           | ПТД 27000                                                              | 21                                                                     | 6730 (10 уз.)                                                          | 5×2-343-мм; 16×1-102-мм; 4×1-47 мм; 3×1-533-мм пТА                                | всего построено 4 ед.                                                  |
| «Кинг Джордж V» (1911 г.)                                              | н.23000; п.27120                                                       | 179,7 × 27,1 × 8,48                                                    | пояс 229÷305                                                           | ПТД 31000                                                              | 22,1                                                                   | 3805 (21 уз.); 6310 (10 уз.)                                           | 5×2-343-мм; 16×1-102-мм; 4×1-47-мм; 3×1-533-мм пТА                                | всего построено 4 ед.                                                  |
| «Эджинкорт» (1911 г.)                                                  | н.27500; п.30250                                                       | 204,67 × 27,0 × 8,2                                                    | пояс 102÷229                                                           | ПТД 40270                                                              | 22                                                                     | 7000 (10 уз.)                                                          | 7×2-305-мм; 18×1-152-мм; 10×1-76-мм; 3×1-533-мм пТА                               | построен 1 экз. (индивидуальный проект).                               |
| «Эрин» (1911 г.)                                                       | н.22780; п.25250                                                       | 168,6 × 28,0 × 9,4                                                     | пояс 229÷305                                                           | ПТД 26500                                                              | 21                                                                     | 5300 (10 уз.)                                                          | 5×2-343-мм; 16×1-152-мм; 6×1-57-мм; (ПВО: 6×1-57-мм; 2×1-76,2-мм); 4×1-533-мм пТА | построен 1 экз. (индивидуальный проект).                               |
| «Айрон Дюк» (1912 г.)                                                  | н.26100; п.31400                                                       | 187,2 × 27,5 × 9,98                                                    | пояс 203÷305                                                           | ПТД 29000                                                              | 22                                                                     | 3800 (21,25 уз.); 4500 (20 уз.); 8100 (12 уз.)                         | 5×2-345-мм; 12×1-152-мм; 1×1-76-мм; 4×1-47-мм; (ПВО: 2×1-76-мм); 4×1-533-мм пТА   | Всего построено 4 ед.                                                  |
| «Куин Элизабет» (1913 г.)                                              | н.29200; п.33020                                                       | 183,41 × 27,6 × 9,35                                                   | пояс 203÷330                                                           | ПТД 75000                                                              | 25                                                                     | 5000 (12 уз.)                                                          | 4×2-381-мм; 16×1-152-мм; (пво: 2×1-76,2-мм); 4×1-533-мм пТА                       | Всего построено 5 ед.                                                  |
| «Ривендж» (1913 г.)                                                    | н.28000; п.31000                                                       | 176,9 × 27,0 × 8,7                                                     | пояс 102÷330                                                           | ПТД 40000                                                              | 22                                                                     | 5000 (12 уз.)                                                          | 4×2-381-мм; 14×1-152-мм; 2×1-76,2-мм; 4×1-47-мм; 4×1-533-мм пТА                   | Всего построено 5 ед.                                                  |

- Дредноуты, заложенные на верфях Германии:

| Дредноуты ВМС Германии. Динамика развития ТТЭ за период: 1907÷1917 гг. : | Дредноуты ВМС Германии. Динамика развития ТТЭ за период: 1907÷1917 гг. : | Дредноуты ВМС Германии. Динамика развития ТТЭ за период: 1907÷1917 гг. : | Дредноуты ВМС Германии. Динамика развития ТТЭ за период: 1907÷1917 гг. : | Дредноуты ВМС Германии. Динамика развития ТТЭ за период: 1907÷1917 гг. : | Дредноуты ВМС Германии. Динамика развития ТТЭ за период: 1907÷1917 гг. : | Дредноуты ВМС Германии. Динамика развития ТТЭ за период: 1907÷1917 гг. : | Дредноуты ВМС Германии. Динамика развития ТТЭ за период: 1907÷1917 гг. :                        | Дредноуты ВМС Германии. Динамика развития ТТЭ за период: 1907÷1917 гг. : |
| Тип: (Год закладки)                                                      | Водоизмещение, (тонн.)                                                   | длина/ширина/осадка (м)                                                  | Бронезащита (мм)                                                         | Тип ГЭУ: Мощность (л. с.)                                                | Скорость (уз.)                                                           | Дальность (миль)                                                         | Вооружение                                                                                      | Примечания                                                               |
| ------------------------------------------------------------------------ | ------------------------------------------------------------------------ | ------------------------------------------------------------------------ | ------------------------------------------------------------------------ | ------------------------------------------------------------------------ | ------------------------------------------------------------------------ | ------------------------------------------------------------------------ | ----------------------------------------------------------------------------------------------- | ------------------------------------------------------------------------ |
| «Нассау» (1907 г.)                                                       | н.18873; п.20535                                                         | 145,67 × 26,88 × 8,6                                                     | пояс 80÷290                                                              | ППД 22000                                                                | 19,5                                                                     | 8000(10 уз.); 2000(19 уз.)                                               | 6×2-280-мм; 12×1-150-мм; 16×1-88-мм; 2×1-60-мм; 6×1-450-мм пТА                                  | всего построено 4 ед.                                                    |
| «Гельголанд» (1908 г.)                                                   | н. 22440; п.25200                                                        | 167,2 × 28,5 × 8,2                                                       | пояс 80÷300                                                              | ППД 28000                                                                | 20,8                                                                     | 1790 (19 уз.); 5500 (10 уз.)                                             | 6×2-305-мм; 14×1-150-мм; 14×1-88-мм; 6×1-500-мм пТА                                             | всего построено 4 ед.                                                    |
| «Кайзер» (1909 г.)                                                       | н.24330; п.27400                                                         | 172,4 × 29,0 × 8,3                                                       | пояс 80÷350                                                              | ПТД 28000                                                                | 21÷23,4                                                                  | 7900 (12 уз.); 3900(18 уз.)                                              | 5×2-305-мм; 14×1-150-мм; 8×1-88-мм; 5×1-500-мм пТА                                              | всего построено 5 ед.                                                    |
| «Кёниг» (1911 г.)                                                        | н.25390; п.29200                                                         | 175,4 × 29,5 × 8,3                                                       | пояс 80÷350                                                              | ПТД 31800                                                                | 21                                                                       | 6800 (12 уз.); 4600 (19 уз.)                                             | 5×2-305 мм; 14×1-150-мм; 6×1-88 мм; 4×1-88-мм зо; 5×1-500-мм пТА                                | всего построено 4 ед.                                                    |
| «Байерн» (1913 г.)                                                       | н.28074; п.31690                                                         | 179,0 × 30,8 × 9,4                                                       | пояс 120÷350                                                             | ПТД 48000                                                                | 22                                                                       | 5000 (13 уз.)                                                            | 4×2-380-мм; 16×1-150-мм; 2×1-88-мм; 5×1-600-мм пТА                                              | всего построено 4 ед.                                                    |
| Проект: «L-20» (1917 г.)                                                 | н.45000; п.50000                                                         | 233,0 × 32,0 × 9,0                                                       | пояс 80÷420                                                              | ПТД 60000                                                                | 22                                                                       | 5000 (13 уз.)                                                            | 4×2-420-мм; 16×1-150-мм; ЗО: (ПВО: 8×1-88-мм; или 8×1-105-мм); 3×1-600-мм ТА или 3×1-700-мм ТА. | Проектное развитие типа «Байерн».                                        |

- Дредноуты, заложенные на верфях США:

| Дредноуты ВМС США. Динамика развития ТТЭ за период: 1907÷1917 гг. : | Дредноуты ВМС США. Динамика развития ТТЭ за период: 1907÷1917 гг. : | Дредноуты ВМС США. Динамика развития ТТЭ за период: 1907÷1917 гг. : | Дредноуты ВМС США. Динамика развития ТТЭ за период: 1907÷1917 гг. : | Дредноуты ВМС США. Динамика развития ТТЭ за период: 1907÷1917 гг. : | Дредноуты ВМС США. Динамика развития ТТЭ за период: 1907÷1917 гг. : | Дредноуты ВМС США. Динамика развития ТТЭ за период: 1907÷1917 гг. : | Дредноуты ВМС США. Динамика развития ТТЭ за период: 1907÷1917 гг. : | Дредноуты ВМС США. Динамика развития ТТЭ за период: 1907÷1917 гг. : |
| Тип: (Год закладки)                                                 | Водоизмещение: нормальное/полное (тонн)                             | длина/ширина/осадка (м)                                             | Бронезащита (мм)                                                    | Тип ГЭУ: Мощность (л. с.)                                           | Скорость (уз.)                                                      | Дальность (миль)                                                    | Вооружение                                                          | Примечания                                                          |
| ------------------------------------------------------------------- | ------------------------------------------------------------------- | ------------------------------------------------------------------- | ------------------------------------------------------------------- | ------------------------------------------------------------------- | ------------------------------------------------------------------- | ------------------------------------------------------------------- | ------------------------------------------------------------------- | ------------------------------------------------------------------- |
| «Саут Кэролайн» (1906 г.)                                           | 16000 / 17617                                                       | 138 × 24,5 × 7,5                                                    | пояс 279                                                            | ППД 16500                                                           | 18                                                                  | 6000(10 уз.)                                                        | 4×2-305-мм; 22×1-76-мм; 2×1-533-мм пТА                              | всего построено 2 ед.                                               |
| «Делавэр» (1907 г.)                                                 | 20000 / 22060                                                       | 158,1 × 26,0 × 8,3                                                  | пояс 280                                                            | ППД 25000                                                           | 21                                                                  | 6560 (10 уз.)                                                       | 5×2-305-мм; 14×1-127-мм; 2×1-533-мм пТА                             | всего построено 2 ед.                                               |
| «Флорида» (1909 г.)                                                 | 22174 / 23400                                                       | 159 × 26,9 × 8,6                                                    | пояс 280                                                            | ПТД 28000                                                           | 21                                                                  | 5776 (10 уз.)                                                       | 5×2-305-мм; 16×1-127-мм; 2×1-533-мм пТА                             | всего построено 2 ед.                                               |
| «Вайоминг» (1910 г.)                                                | 26416 / 27680                                                       | 171,3 × 28,4 × 8,7                                                  | пояс 280                                                            | ПТД 28000                                                           | 20,5                                                                | 5190 (12 уз.);                                                      | 6×2-305 мм; 21×1-127-мм;                                            | всего построено 2 ед.                                               |
| «Нью-Йорк» (1911 г.)                                                | 27000 / 28367                                                       | 174,0 × 29,1 × 8,7                                                  | пояс 305                                                            | ППД 28100                                                           | 21                                                                  | 7684 (12 уз.)                                                       | 5×2-356-мм; 21×1-127-мм;                                            | всего построено 2 ед.                                               |
| «Невада» (1912 г.)                                                  | 27500 / 28400                                                       | 177,0 × 29,1 × 8,7                                                  | пояс 203÷343                                                        | ПТД 26500 (ППД 24800)                                               | 20,5                                                                | 8000 (10 уз.); 5195(12 уз.)                                         | 2×3-356-мм; 2×2-356-мм; 21×1-127-мм; 2×1-533-мм пТА                 | всего построено 2 ед.                                               |
| «Пенсильвания» (1913 г.)                                            | 31400 / 32567                                                       | 185,4 × 29,6 × 8,8                                                  | пояс 343                                                            | ПТД 31500                                                           | 21                                                                  | 6070 (12 уз.)                                                       | 4×3-356-мм; 22×1-127-мм; (пво: 4×1-76-мм); 2×1-533-мм пТА           | всего построено 2 ед.                                               |
| «Нью-Мексико» (1915 г.)                                             | 32000 / 33000                                                       | 190,2 × 29,7 × 9,1                                                  | пояс 343                                                            | ПТД 32000                                                           | 21                                                                  | 5120 (12 уз.)                                                       | 4×3-356-мм; 14×1-127-мм; (пво: 4×1-76-мм)                           | всего построено 2 ед.                                               |
| «Теннесси» (1916 г.)                                                | 33190 / 40950                                                       | 182,9 × 26,7 × 9,2                                                  | пояс 343                                                            | ПТД 26800                                                           | 21                                                                  | 8000 (10 уз.)                                                       | 4×3-356-мм; 14×1-127-мм; 2×1-533-мм пТА                             | всего построено 2 ед.                                               |
| «Колорадо» (1917 г.)                                                | 32693 / 33590                                                       | 190,32 × 29,74 × 14,4                                               | пояс 343                                                            | ПТД 28900                                                           | 21,8                                                                | 8000 (10 уз.)                                                       | 4×2-406-мм; 12×1-127-мм; (пво: 8×1-76-мм)                           | всего построено 3 ед.                                               |